# Jerzy Golimin Nadobicz
Jerzy Golimin Nadobicz (Nadobowicz) herbu Dębno – starosta żmudzki w latach 1432-1434, namiestnik wieloński w 1432 roku.
20 stycznia 1433 roku był świadkiem aktu unii trockiej.